# Артольд (архиепископ Реймса)
Артольд (умер 1 октября 961) — архиепископ Реймса в 931—940 и 946—961 годах; канцлер и глава придворной капеллы; ближайший советник Людовика IV.

## Биография
Сначала Артольд был монахом в Сен-Реми де Реймс. В 931 году король Рауль сделал его главой Реймсской архиепархии вместо смещённого Гуго, сына графа Герберта II де Вермандуа. В 936 году, после смерти короля Рауля, он короновал Людовика IV Заморского.
В 940 году Артольд получил право управлять монетным двором. Однако в том же году граф Герберт II при поддержке герцога Франции Гуго Великого силой выгнали Артольда из Реймса, вернув туда сына Герберта, Гуго. Но в 946 году Артольд при поддержке короля Франции Людовика IV и короля Германии Оттона I снова был утвержден архиепископом. В 954 году короновал сына Людовика IV Лотаря.